# Persone di nome Elsa
| Questa pagina contiene informazioni ricavate automaticamente dalle voci biografiche con l'ausilio del template Bio e di un bot. L'aggiornamento è periodico e automatico e ricostruisce completamente la pagina. Se manca una persona in questa lista, sei pregato di non aggiungerla, ma accertati piuttosto che la sua voce biografica contenga il template Bio e che i dati anagrafici siano correttamente compilati. Se il template Bio manca, inseriscilo tu stesso o, in alternativa, metti l'avviso {{tmp\|Bio}} che ne segnala la mancanza. Se i dati riportati sono sbagliati, correggi direttamente la voce biografica; le modifiche saranno visibili in questa lista entro pochi giorni. Per chiarimenti vedi il progetto antroponimi. La lista contiene solo le 66 persone che sono citate nell'enciclopedia e per le quali è stato implementato correttamente il template Bio. Pagina aggiornata al 7 mar 2025. |

Questa è una lista di persone presenti nell'enciclopedia che hanno il nome Elsa, suddivise per attività principale.

## Annunciatrici televisive(1)
- Elsa Fonda, annunciatrice televisiva e scrittrice italiana (Pirano, n. 1935 - Trieste, † 2025)

## Architetti(1)
- Elissa Aalto, architetto finlandese (Kemi, n. 1922 - Helsinki, † 1994)

## Artiste(1)
- Elsa von Freytag-Loringhoven, artista e poetessa tedesca (Swinemünde, n. 1874 - Parigi, † 1927)

## Attiviste(1)
- Elsa Laula Renberg, attivista svedese (Storseleby, n. 1877 - Brønnøy, † 1931)

## Attrici(16)
- Elsa Albani, attrice italiana (Genova, n. 1921 - Torino, † 2004)
- Elsa Camarda, attrice e doppiatrice italiana (Roma, n. 1923 - Pietramelara, † 2011)
- Elsa Cárdenas, attrice messicana (Tijuana, n. 1935)
- Elsa Daniel, attrice argentina (San Lorenzo, n. 1936 - Buenos Aires, † 2017)
- Elsa De Giorgi, attrice, regista e scrittrice italiana (Pesaro, n. 1914 - Roma, † 1997)
- Elsa Ebbesen, attrice svedese (Stoccolma, n. 1890 - Täby, † 1977)
- Elsa Lanchester, attrice britannica (Londra, n. 1902 - Los Angeles, † 1986)
- Elsa Lunghini, attrice e cantante francese (Parigi, n. 1973)
- Elsa Martinelli, attrice e modella italiana (Grosseto, n. 1935 - Roma, † 2017)
- Elsa Merlini, attrice italiana (Trieste, n. 1903 - Roma, † 1983)
- Elsa Mollien, attrice e doppiatrice francese (n. 1982)
- Elsa Pataky, attrice, produttrice cinematografica e modella spagnola (Madrid, n. 1976)
- Viveca Lindfors, attrice svedese (Uppsala, n. 1920 - Uppsala, † 1995)
- Elsa Vazzoler, attrice italiana (Treviso, n. 1920 - Roma, † 1989)
- Elsa Wagner, attrice tedesca (Tallinn, n. 1881 - Berlino Ovest, † 1975)
- Elsa Zylberstein, attrice francese (Parigi, n. 1968)

## Attrici teatrali(1)
- Elsa Agalbato, attrice teatrale e regista teatrale italiana (Firenze, n. 1955)

## Cantanti(5)
- Elsa Fiore, cantante italiana (Napoli, n. 1923 - Ercolano, † 1963)
- Elsa Lila, cantante albanese (Tirana, n. 1981)
- Cocky Mazzetti, cantante italiana (Milano, n. 1937 - Milano, † 2024)
- Elsa Miranda, cantante, compositrice e attrice portoricana (Ponce, n. 1922 - Old Bridge, † 2007)
- Elsa Quarta, cantante italiana (Lecce, n. 1938 - Motta Visconti, † 2020)

## Cantanti liriche(1)
- Elsa Cavelti, cantante lirica svizzera (Rorschach, n. 1907 - Basilea, † 2001)

## Cantautrici(1)
- Elsie Bay, cantautrice norvegese (Kvinnherad, n. 1996)

## Cestiste(2)
- Elsa Eduardo, cestista angolana (Luanda, n. 1989)
- Elsa Gamborino, cestista messicana (n. 1925)

## Compositrici(3)
- Elsa Barraine, compositrice francese (Parigi, n. 1910 - Strasburgo, † 1999)
- Elsa Evangelista, compositrice, organista e direttrice d'orchestra italiana (Napoli, n. 1954)
- Elsa Respighi, compositrice, pianista e scrittrice italiana (Roma, n. 1894 - Roma, † 1996)

## Designer(1)
- Elsa Peretti, designer e filantropa italiana (Firenze, n. 1940 - Sant Martí Vell, † 2021)

## Economiste(1)
- Elsa Fornero, economista e politica italiana (San Carlo Canavese, n. 1948)

## Fotografe(2)
- Elsa Haertter, fotografa tedesca (Rottweil, n. 1908 - Milano, † 1995)
- Elsa Thiemann, fotografa tedesca (Toruń, n. 1910 - Bad Oldesloe, † 1981)

## Giavellottiste(1)
- Trine Hattestad, ex giavellottista norvegese (Lørenskog, n. 1966)

## Giocatrici di beach volley(1)
- Elsa Baquerizo, giocatrice di beach volley spagnola (n. 1987)

## Giornaliste(3)
- Elsa Demo, giornalista albanese (Fier)
- Elsa Di Gati, giornalista e conduttrice televisiva italiana (Terni, n. 1962)
- Elsa Maxwell, giornalista e scrittrice statunitense (Keokuk, n. 1883 - New York, † 1963)

## Imprenditrici(1)
- Elsa Conrad, imprenditrice tedesca (Berlino, n. 1887 - Hanau, † 1963)

## Infermiere(1)
- Elsa Brändström, infermiera svedese (San Pietroburgo, n. 1888 - Cambridge, † 1948)

## Modelle(2)
- Elsa Benítez, supermodella messicana (Hermosillo, n. 1977)
- Elsa Hosk, supermodella svedese (Stoccolma, n. 1988)

## Nobili(1)
- Elsa di Württemberg, nobile tedesca (Stoccarda, n. 1876 - † 1936)

## Pattinatrici artistiche su ghiaccio(1)
- Elsa Rendschmidt, pattinatrice artistica su ghiaccio tedesca (n. 1886 - † 1969)

## Pittrici(1)
- Elsa Oliva, pittrice, partigiana e antifascista italiana (Piedimulera, n. 1921 - Domodossola, † 1994)

## Poetesse(1)
- Elsa Gidlow, poetessa, giornalista e attivista britannica (Hull, n. 1898 - Mill Valley, † 1986)

## Politiche(2)
- Elsa Molè, politica italiana (Milano, n. 1912 - Roma, † 2006)
- Elsa Signorino, politica italiana (Ravenna, n. 1950)

## Psicoanaliste(1)
- Elsa Cayat, psicanalista e scrittrice francese (Tunisi, n. 1960 - Parigi, † 2015)

## Registe(1)
- Elsa Chauvel, regista e attrice australiana (Collingwood, n. 1898 - Toowoomba, † 1983)

## Schermitrici(2)
- Elsa Girardot, schermitrice francese (Digione, n. 1973 - Digione, † 2017)
- Elsa Irigoyen, schermitrice argentina (Buenos Aires, n. 1919 - Buenos Aires, † 2001)

## Sciatrici alpine(2)
- Elsa Feliciello, sciatrice alpina canadese (n. 2006)
- Elsa Håkansson-Fermbäck, sciatrice alpina svedese (n. 1998)

## Scrittrici(5)
- Elsa Beskow, scrittrice e illustratrice svedese (Stoccolma, n. 1874 - † 1953)
- Elsa d'Esterre-Keeling, scrittrice, traduttrice e docente irlandese (Dublino, n. 1857 - Londra, † 1935)
- Elsa Morante, scrittrice, saggista e poetessa italiana (Roma, n. 1912 - Roma, † 1985)
- Elsa Osorio, scrittrice e sceneggiatrice argentina (Buenos Aires, n. 1952)
- Elsa Triolet, scrittrice e partigiana francese (Mosca, n. 1896 - Saint-Arnoult-en-Yvelines, † 1970)

## Stiliste(1)
- Elsa Schiaparelli, stilista e costumista italiana (Roma, n. 1890 - Parigi, † 1973)

## Tenniste(1)
- Elsa Jacquemot, tennista francese (Lione, n. 2003)

## Senza attività specificata(1)
- Elsa Einstein, tedesca (Hechingen, n. 1876 - Princeton, † 1936)